# Јун
Јун или јуни је шести месец у години и има 30 дана. Почетак месеца по јулијанском календару почиње 14. дана грегоријанског календара. Јун је трећи од пет месеци који имају дужину краћу од 31 дана. Јун садржи летњи солстициј на северној хемисфери, дан са највише дневних сати, и зимски солстициј на јужној хемисфери, дан са најмање дневних сати (искључујући поларне регионе у оба случаја). Јун на северној хемисфери је сезонски еквивалент децембра на јужној хемисфери и обрнуто. На северној хемисфери, почетак традиционалног астрономског лета је 21. јун (метеоролошко лето почиње 1. јуна). На јужној хемисфери метеоролошка зима почиње 1. јуна.
Почетком јуна, сунце излази у сазвежђу Бика; крајем јуна сунце излази у сазвежђу Близанаца. Међутим, услед прецесије равнодневица, јун почиње сунцем у астролошком знаку Близанаца, а завршава се сунцем у астролошком знаку Рака.
По црквеном рачунању циклуса времена је десети месец.

## Етимологија
Јун је добио име од грчког (Ιούνιος), и латинског (Iunius). Тим именом су га назвали по римској богињи и краљици неба, те заштитници венчања - Јунони (Junon), жени Јупитера.
У српскохрватском књижевном језику је било дозвољено коришћење два облика именица „ЈУН“ и „ЈУЛ": „јун“ и „јул“, те „јуни“ и „јули“. Одвајањем држава и језика, те формирањем нових правописа, у Хрватској је стандардизовано коришћење речи „липањ“ за „јун“, те „српањ“ за „јул“. Јун се код Срба, као и код неких словенских народа се назива још и ПЕТРОВСКИ МЕСЕЦ, ЦРВЕНИК и ЧЕРЕШЊАР, а у старосрпском и ТРЕШЊАР. У једној, српски писаној повељи  Скендербега, назива се месец јуни народним именом черешњар.  Преко цркве су у српски народ ушли латински називи за месеце, а њихови гласовни ликови показују да су прошли кроз грчко посредство. Код Словенаца и Рожник, а код Бугара и Жетвар. На старословенском и староруском ИЗОК, а код Чеха, Белоруса и Украјинаца ЧЕРВЕН, слично пољском ЧЕРВИЕЦ (пољ. CZERWIEC). Код Хрвата се назива ЛИПАЊ.
Латински назив за јун је Junius. Овидије нуди вишеструке етимологије за име у Фастима, песми о римском календару. Прва је да је месец назван по римској богињи Јунони, богињи брака и жени врховног божанства Јупитера; друга је да име потиче од латинске речи iuniores, што значи „млађи“, за разлику од maiores („старешине“) по коме се претходни месец може назвати мај (Maius). Други извор тврди да је јун назван по Луцију Јунију Бруту, оснивачу Римске републике и претку римског рода Јунија.
У старом Риму, период од средине маја до средине јуна сматран је неповољним за брак. Овидије каже да је консултовао Фламинику Дијалис, Јупитерову врховну свештеницу, о одређивању датума венчања своје ћерке, и да му је саветовано да сачека до 15. јуна. Плутарх, међутим, имплицира да је цео јун био повољнији за венчања од маја.
Одређене кише метеора се дешавају у јуну. Ариетиди се догађају од 22. маја до 2. јула сваке године, а врхунац достижу 7. јуна. Бета Тауриди од 5. јуна до 18. јула. Јунски Боотиди се јављају отприлике између 26. јуна и 2. јула сваке године.

### Староримски обичаји
По календару старог Рима, фестивал Луди Фабаричи одржавао се 29. маја – 1. јуна, Календе Фабаје је одржаван 1. јуна, Фестивал у Белона је одржаван 3. јуна, Луди Пискатори је одржаван 7. јуна, а Весталија од 7. до 15. јуна. Розалија је одржавана 20. јуна. Световне игре су се одржавале отприлике сваких 100 година у мају или јуну. Ови датуми не одговарају савременом грегоријанском календару.

## Верски календари

### Хришћански празници
- Велики празници или црвено слово
- Свети цар Константин и царица Јелена
- Свети великомученик цар Лазар и српски мученици - Видовдан
- Србљак
- Житије Светих за јуни

## Историјски догађаји
- 1921. — Краљевина Срба, Хрвата, и Словенаца добила први Устав, познатији као Видовдански устав.
- 1928. — Убиство у Скупштини Краљевине СХС, када је посланик Пуниша Рачић убио Стјепана Радића, вођу Хрватске сељачке странке.
- 1941. — Нацистичка Немачка напала Совјетски Савез.
- 1943. — Партизанске снаге у Југославији победоносно завршиле битку на Сутјесци.
- 1944. — Потписан споразум Тито-Шубашић.
- 1948. — КПЈ искључена из Информбироа.
- 1950. — У Југославији уведено самоуправљање.
- 1968. — Велики протести студената по земљама западне Европе.
- 1989. — На Газиместану одржана велика прослава 600 година од Косовске битке, говор Слободана Милошевића.
- 1991. — Хрватска и Словенија проглашавају независност.
- 1999. — Окончано бомбардовање СРЈ и почело повлачење војске и полиције са Косова.
- 2001. — Слободан Милошевић изручен Хашком трибуналу.
- 2004. — Борис Тадић изабран за председника Србије.

## Јунски симболи
- Низови бисера Јунско камење рођења су бисери,[13][14] александрит[15][16] и месечев камен.[17][18]
- Цветови рођења[19][20] су ружа[21][22] и козокрвина.[23][24]
- Знаци зодијака за месец јун су Близанци (до 20. јуна) и Рак (од 21. јуна па надаље). Оба ова датума су за источно летње време Сједињених Држава. За светски UT/GMT датуми су 19–20.[25][26]

- Делимично фасетирани александрит
- Заобљено месечево камење
- Ружа Гаујард
- Козокрвина